# Belamarnahalli, Kolar
Belamarnahalli là một làng thuộc tehsil Kolar, huyện Kolar, bang Karnataka, Ấn Độ.